# Diadegma grisescens
Diadegma grisescens là một loài tò vò trong họ Ichneumonidae.